# Средиземноморская тэниура
Средиземноморская тэниура  (лат. Taeniura grabata) —  вид рода тэниур из семейства хвостоко́ловых отряда хвостоколообразных надотряда скатов. Обитает в субтропических водах, омывающих восточное и западное побережье Африки, а также в южной части Средиземного моря. Встречается на глубине до 300 м. Населяет прибрежные воды вблизи коралловых рифов. Максимальная зарегистрированная ширина диска 1 м. Грудные плавники этих скатов срастаются с головой, образуя овальный диск. Кожа в целом гладкая, вдоль позвоночника пролегает ряд мелких чешуек. Хвост довольно короткий. На хвостовом стебле присутствует 1 или 2 шипа, позади которых расположен вентральный кожный киль. По коричневатой, тёмно-серой или оливковой дорсальной поверхности диска разбросаны тёмные крапинки. Подобно прочим хвостоколообразным средиземноморские тэниуры размножаются яйцеживорождением. Эмбрионы развиваются в утробе матери, питаясь желтком и гистотрофом. Рацион этих скатов состоит из донных ракообразных и  мелких костистых рыб. Не являются объектом коммерческого промысла. В качестве прилова попадаются по всему ареалу.

## Таксономия и филогенез
Впервые вид был описан французским натуралистом Этьеном Жоффруа Сент-Илером в 1817 году как Trygon grabatus. Видовой эпитет происходит от слова лат. grabatus — «койка», «низкая кровать». Голотип назначен не был. Последующие авторы отнесли вид к роду тэниур.

## Ареал и места обитания
Средиземноморские тэниуры широко распространены в субтропических и тропических прибрежных водах восточной Атлантики от Мавритании до Анголы, включая Канарские острова, Мадейру и Кабо-Верде. Этот вид распространился по южной части Средиземного моря, где эти скаты попадаются от Туниса до Египта, есть разрозненные данные об их присутствии у берегов Турции и Тосканы, Италия. Однако, он не является одним из многочисленных лесспесиановых мигрантов, и сведения о поимке средиземноморских тэниур в Красном море могут быть ошибочны. Будучи донными рыбами эти скаты держатся в прибрежной зоне на глубине от 10 до 300 м, они предпочитают песчаное, илистое или каменистое дно.

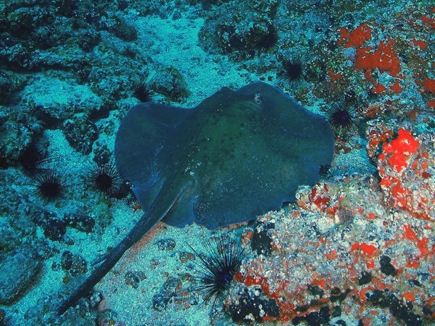
Средиземноморская тэниура в водах Канарских островов.

## Описание
Грудные плавники этих скатов срастаются с головой, образуя овальный диск, ширина которого слегка превосходит длину. Передний край широко закруглён, рыло притуплённое. Позади глаз расположены брызгальца. На вентральной поверхности диска имеются 5 пар жаберных щелей, рот и овальные ноздри. Между ноздрями пролегает узкий лоскут кожи со слегка бахромчатым нижним краем. Длина короткого хвоста не превосходит длину диска. На дорсальной поверхности хвостового стебля расположен один или два шипа, соединённых протоками с ядовитой железой. Каждый шип имеет центральную борозду и 29—45 латеральных зазубрин. Периодически шип обламывается и перед ним вырастает новый. Позади шипа начинается вентральная кожная складка, которая доходит до кончика хвоста. 

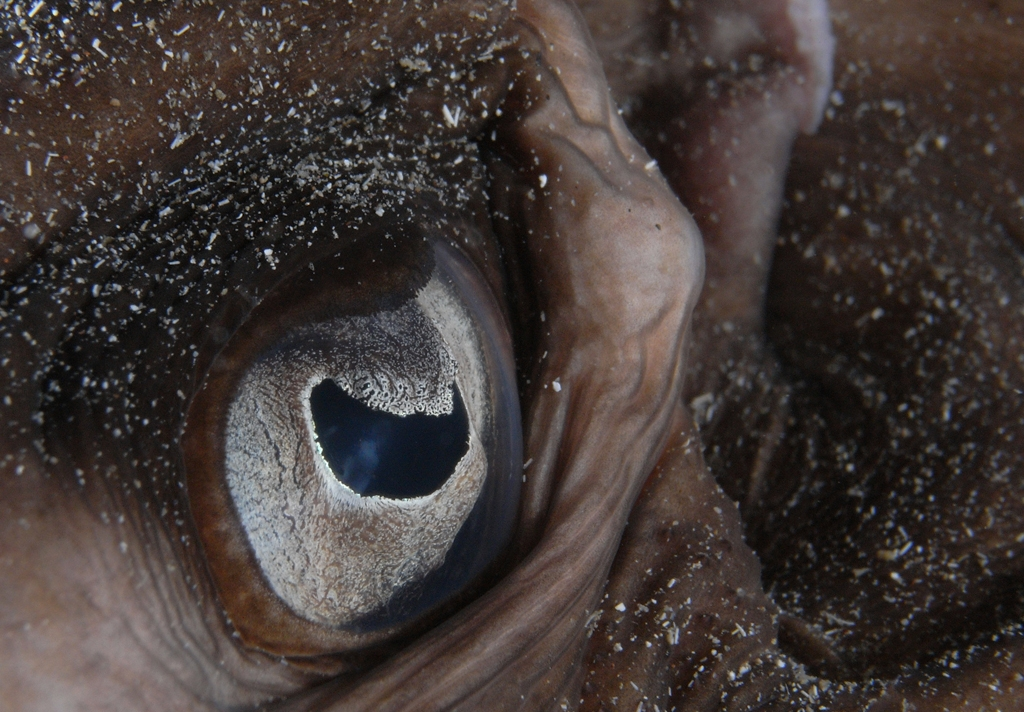
Глаз и брызгальце средиземноморской тэниуры

Кожа дорсальной поверхности почти вся гладкая, за исключением области, пролегающей от брызгалец до шипа на хвосте, покрытой мелкими чешуйками, а также трёх шипов, расположенных в районе «плеч». Окраска тёмно-серого, тёмно-коричневого или оливкового цвета с многочисленными тёмными крапинками. Вентральная поверхность диска белая. В среднем ширина диска составляет около 1 м, максимальная зарегистрированная ширина диска достигает 1,5 м, длина тела 2,5 м, а вес 150 кг.

## Биология
О биологии средиземноморских тэниур известно немного. Вероятно, они ведут ночной образ жизни. Обычно днём их можно обнаружить лежащими на дне в укрытиях или на открытом пространстве между коралловыми рифами, наполовину покрытых слоем осадков. Рацион состоит из ракообразных и мелких рыб.
На коже средиемноморских тэниурах паразитируют моногенеи Dendromonocotyle taeniurae и Neoentobdella apiocolpos, на жабрах  Heterocotyle forcifera, H. mokhtarae и H. striata, а в спиральном клапане кишечника — ленточный червь Rhinebothrium monodi. Креветки-чистильщики Hippolysmata grabhami избавляют средиземноморских тэниур от паразитов.
Подобно прочим хвостоколообразным эти скаты относятся к яйцеживородящим рыбам. Эмбрионы развиваются в утробе матери, питаясь желтком и гистотрофом.

## Взаимодействие с человеком
Потенциальную угрозу этим скатам представляет коммерческий промысел с помощью донных тралов и трёхстенных сетей. Они встречаются в районе искусственных рифов на Канарских островах. Данных для оценки Международным союзом охраны природы статуса сохранности вида недостаточно.